# Rákóczi László (labdarúgó)
Rákóczi László, (Budapest, 1926. február 23. – Budapest, 2016. november 1.) válogatott labdarúgó, hátvéd, edző.

## Pályafutása

### Klubcsapatban
1945 és 1957 között a Kispest illetve a Bp. Honvéd labdarúgója volt. Összesen 220 bajnoki mérkőzésen szerepelt. Ötszörös magyar bajnok a csapattal. 1957-ben vonult vissza.

### A válogatottban
1950-ben 1 alkalommal szerepelt a válogatottban. Egyszeres Budapest válogatott (1949), kétszeres B-válogatott (1950), háromszoros egyéb válogatott (1952–54).

## Sikerei, díjai
- Magyar bajnokság
  - bajnok: 1949–50, 1950-tavasz, 1952, 1954, 1955
  - 2.: 1946–47, 1951, 1953
  - 3.: 1948–49
- Magyar kupa (MNK)
  - döntős: 1955

- Magyar Népköztársasági Sportérdemérem ezüst fokozat (1951)[5]
- A Magyar Népköztársaság kiváló sportolója (1951)[6]
- A Magyar Népköztársaság Érdemes Sportolója (1954)[7]

## Statisztika

### Mérkőzése a válogatottban
| Magyarország | Magyarország    | Magyarország | Magyarország  | Magyarország | Magyarország | Magyarország | Magyarország | Magyarország |
| #            | Dátum           | Helyszín     | Hazai         | Eredmény     | Vendég       | Kiírás       | Gólok        | Esemény      |
| ------------ | --------------- | ------------ | ------------- | ------------ | ------------ | ------------ | ------------ | ------------ |
| 1.           | 1950. június 4. | Varsó        | Lengyelország | 2 – 5        | Magyarország | barátságos   | -            |              |
|              | Összesen        |              |               | 1            | mérkőzés     |              | 0            | gól          |